# Telefèric d'Eibsee
El telefèric d'Eibsee és una secció del telefèric bavarès de Zugspitze, Alemanya.
Es va inaugurar l'any 1963 amb una llargada de 4.450 m i una elevació de 1.950 m. El telefèric d'Eibsee corre sobre dos suports amb una altitud de 65 i 85 m, respectivament. L'últim és el suport de cables més alt a Alemanya. El cable principal té un diàmetre de 46 mm, i els cables que el transporten tenen un diàmetre de 29 mm cadascun. Funciona en 750 quilovats de potència, generats a l'estació de la vall. La ruta es fa normalment en 10 minuts a una velocitat de 36 km/h. El telefèric pot acollir 300 persones per trajecte cada hora.